# Vicenç Villatoro
Vicenç Villatoro Lamolla (Tarrasa, Barcelona, 1957) es un escritor, periodista y político español. 

## Biografía
Licenciado en Ciencias de la Información, fue director del diario Avui de 1993 a 1996. Entre otros cargos importantes que ha ocupado, destacan el de director general de Promoción Cultural de la Generalidad de Cataluña (1997-2000), director de la Fundació Enciclopèdia Catalana y director de la Corporación Catalana de Radio y Televisión (2000-2004). Entre 1999 y 2002 fue diputado en el Parlamento de Cataluña por Convergencia y Unión. A partir del 31 de enero de 2011 ostenta el cargo de presidente del Instituto Ramon Llull.
Como periodista, ha contribuido en diversos medios: Catalunya Ràdio, Avui, El Periódico de Cataluña y Canal 33, donde presentó el programa De llibres.
Su tarea como escritor se ha traducido en una treintena de obras publicadas, algunas de las cuales han sido reconocidas con prestigiosos premios literarios como el San Jorge de novela. En 2003 fue galardonado en los Premios 31 de diciembre, de la Obra Cultural Balear, con motivo de su trayectoria profesional. Escritor en catalán, algunas de sus obras han sido traducidas al español y al alemán. También formó parte del colectivo Ofèlia Dracs.

## Obra

### Narrativa breve
- 1983 Passeu, passeu

### Novela
- 1981 Papers robats que cremen
- 1982 Evangeli gris
- 1984 País d'Itàlia
- 1986 Els anys a ciutat
- 1987 Les illes grogues: tres novel·les romàntiques
- 1987 Entre batalles
- 1990 Titànic
- 1992 Hotel Europa
- 1996 Memòria del traidor
- 1997 La claror del juliol
- 2001 La ciutat del fum
- 2004 La derrota de l'àngel
- 2005 La dona a la finestra
- 2010 Tenim un nom (El Sueño de París)
- 2011 Moon River

### Poesía
- 1974 Passió, mort i resurrecció de Nostre Senyor Jesucrist
- 1978 Les banderes, tampoc
- 1981 Els arbres vora els marges
- 1988 Cartografies
- 2011 Sense invitació

### No ficción
- 1989 A l'inrevés (dietario)
- 1998 L'ofici de mirar: dietari 1989-1997
- 2000 De part del pare
- 2004 Catalunya després del tripartit
- 2005 Crear Europa, reconstruir Occident
- 2005 Els jueus i Catalunya
- 2007 L'engany. El segon tripartit o la desnacionalització de Catalunya.
- 2012 — Con o sin dios. Cuarenta cartas cruzadas, con Francesc Torralba, (Fragmenta Editorial. ISBN 978-84-92416-61-5[1] (en catalán, ISBN 978-84-92416-54-7)[2]
- 2016 El retorn dels Bassat (traducción al castellano: El regreso de los Bassat)

## Premios
- 1980 Premio Joaquim Ruyra de narrativa juvenil por Papers robats que cremen
- 1981 Premio Sant Jordi de novela por Evangeli gris
- 1983 Premio Sant Joan de narrativa por País d'Itàlia
- 1987 Premio Ciutat de Barcelona por Les illes grogues: tres novel·les romàntiques
- 1991 Premio Documenta por Hotel Europa
- 1996 Premios literarios Ciudad de Palma de novela por La claror del juliol
- 2001 Premio Prudenci Bertrana per La ciutat del fum
- 2003 Premios 31 de diciembre
- 2004 Premio Carlemany de novela del Principado de Andorra por La derrota de l'àngel
- 2006 Premio Barco de Vapor por La Torre
- 2010 Premio Ramon Llull de novela per Tenim un nom

| Predecesor: Miquel Puig Raposo     | Director general de la Corporación Catalana de Radio y Televisión 2002-2004 | Sucesor: Joan Majó  |
| Predecesor: Carles Casajuana Palet | Premio Ramon Llull de novela 2010                                           | Sucesor: Nuria Amat |